# San Floriano (Vittorio Veneto)
San Floriano (San Florian in veneto) è una frazione del comune di Vittorio Veneto, in provincia di Treviso.

## Geografia fisica
Si trova all'imbocco della Val Lapisina, poco a nord di Serravalle e a sud di Nove; si dispone sulle rive del lago del Restello, in una gola stretta tra le Prealpi bellunesi.
L'abitato di San Floriano, dominato ad est dall'alto viadotto dell'autostrada A27, si sviluppa perlopiù lungo la strada statale 51 di Alemagna.

## Monumenti e luoghi d'interesse

### Chiesa di San Floriano
Luogo sacro di antiche origini, è il più antico della Val Lapisina. L'edificio attuale, affacciato sulla statale Alemagna, è di origine ottocentesca e di dimensioni modeste.

### Torre di San Floriano
In posizione elevata sul promontorio a sud del lago del Restello, si erge una torre forse di origine romana, il cui aspetto attuale si deve ad epoca medievale.

### Laghi e risorgive
Il lago del Restello, che occupa quasi l'intera vallata, è di origine artificiale; vi si riversano le acque di scarico della centrale di Nove; è attualmente riserva di pesca, oltre che sede di una centrale idroelettrica.
San Floriano è località rilevante dal punto di vista naturalistico per la presenza di alcune delle risorgive che alimentano il fiume Meschio. Esse hanno sede presso il borgo Botteon, parte nord dell'abitato.

### Galleria d'immagini

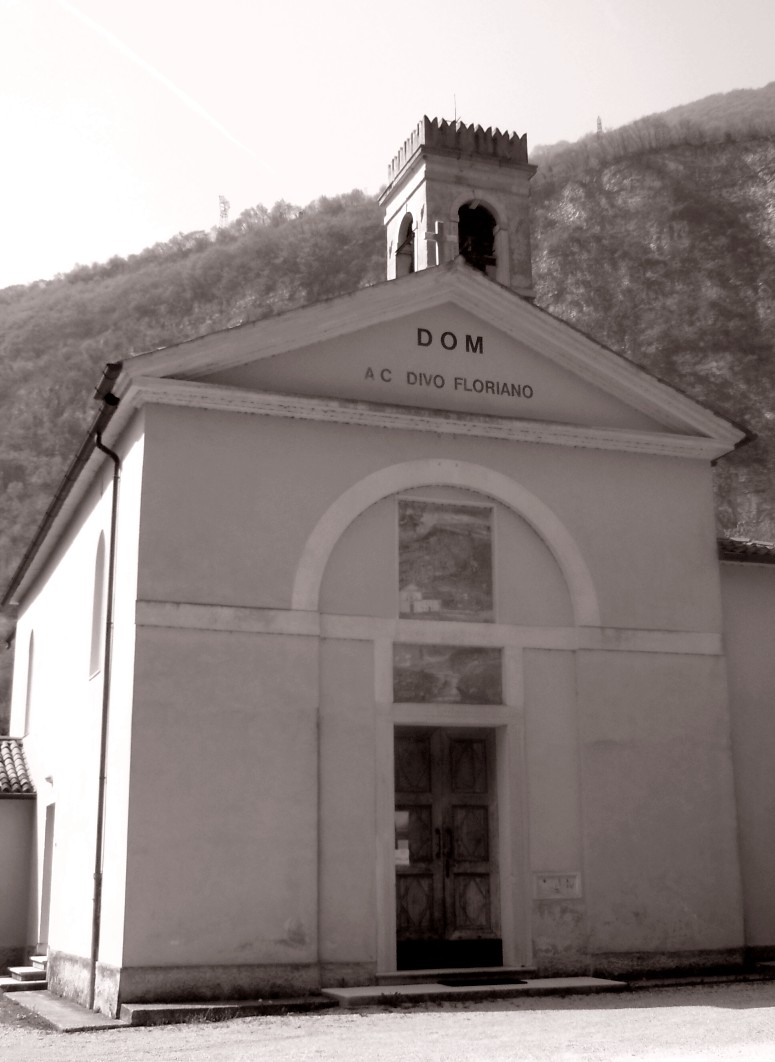
Chiesa di San Floriano
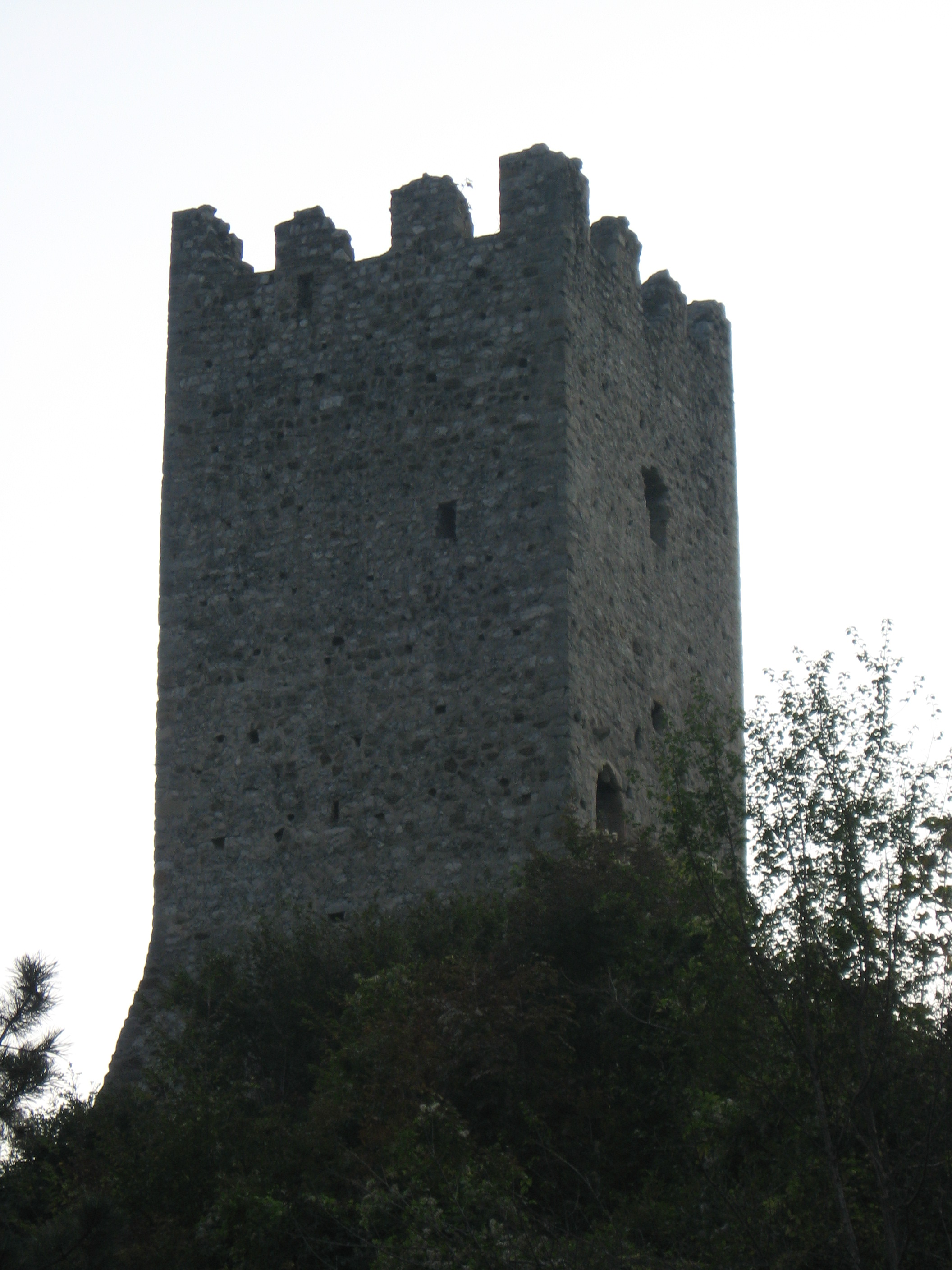
Torre di San Floriano
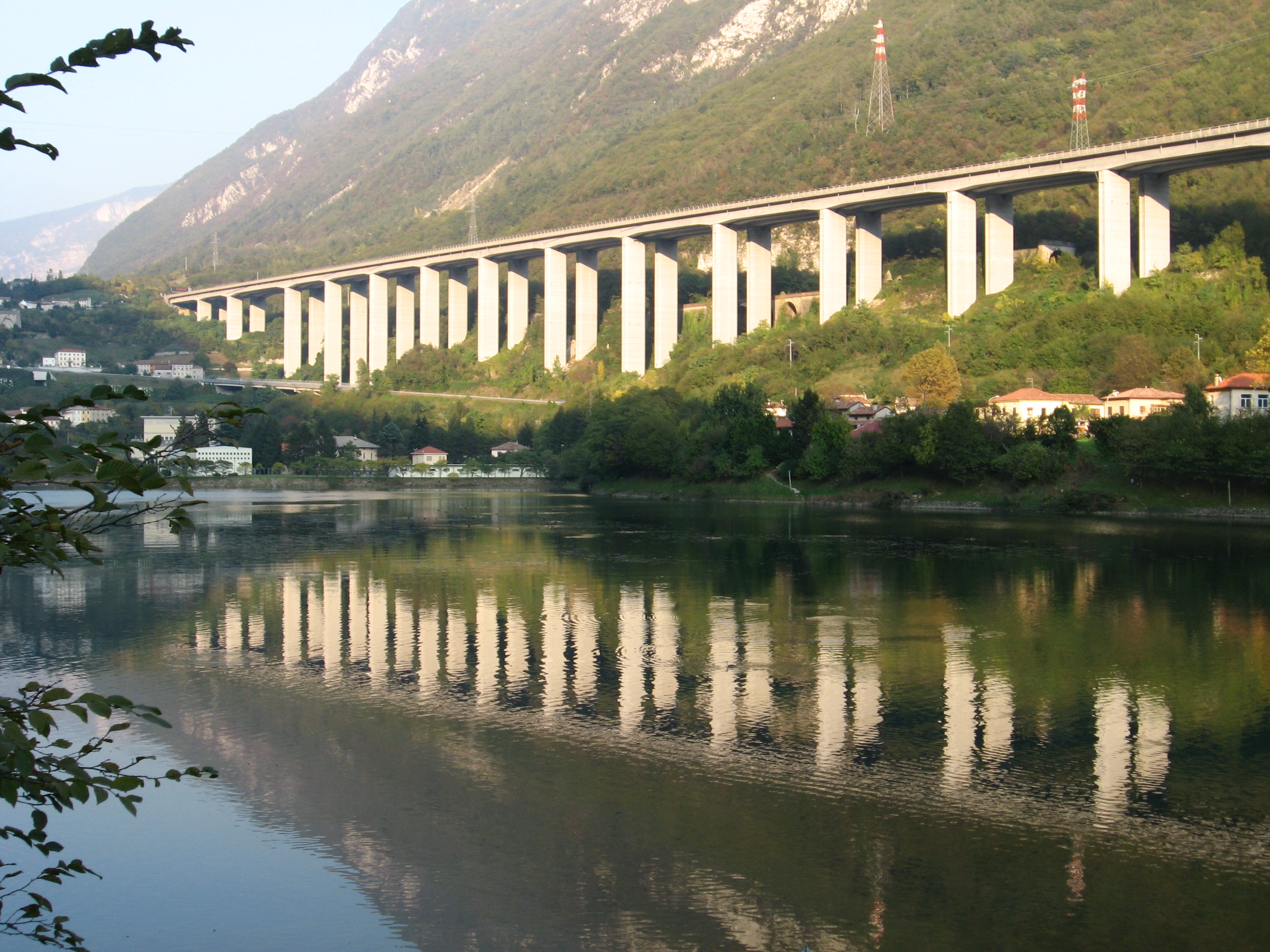
Lago del Restello sovrastato dal viadotto dell'A 27, in forte impatto col paesaggio circostante